# La trampa (película de 1949)
La trampa es una película en blanco y negro de Argentina dirigida por Carlos Hugo Christensen sobre su propio guion escrito en colaboración con José Arturo Pimentel según la novela Algo horrible en la leñera, de Anthony Gilbert que se estrenó el 11 de agosto de 1949 y que tuvo como protagonistas a Zully Moreno, George Rigaud, Juana Sujo y Carlos Thompson.El filme contó además con la colaboración de Francisco Oyarzábal en el encuadre. Fue la última película que dirigió Christensen para el sello Lumiton.

## Sinopsis
Una mujer solitaria se casa con un hombre sin conocerlo a fondo.

## Reparto
- Zully Moreno …Paulina Figueroa
- George Rigaud …Hugo Morán / Paul Deval
- Juana Sujo …Agatha Valle
- Carlos Thompson …Mario Casares
- Juan Corona …Dr. Vargas
- María Santos …Srta. Martín
- María Esther Buschiazzo …Josefina
- Arnoldo Chamot …   Relator
- Raquel Notar …Presidenta de la Liga
- André Dumont …Extorsionador
- Mario Caraballo
- Gloria Ferrandiz …Sra. Salcedo

## Comentarios
Clarín comentó “hacia el final, la narración cobra interés y compensa la resignada espera” y
La Nación señaló “altibajos y desigualdades en su línea cinematográfica…ha sido conducida por el director con certera expresión del suspenso”.
Por su parte Manrupe y Portela escriben:

”Sólo Christensen podía poner a Zully Moreno de solterona y afeada en su momento de mayor brillo estelar. Salvo el comienzo, en el que se describe la vida de la protagonista, un film menor con poco suspenso y algún golpe de efecto.”